# Jack Scott (Musiker)
Jack Scott (* 24. Januar 1936 in Windsor, Ontario als Giovanni Domenico Scafone Jr.; † 12. Dezember 2019) in Detroit, Michigan war ein kanadischer Rockabilly- und Country-Musiker. Obwohl Scott mit Rockabilly-Songs bekannt wurde, hatte er seine Hits Anfang der 1960er-Jahre oft mit langsamen Country-Balladen.

## Leben
Jack Scott wurde 1936 in Kanada geboren, wuchs aber seit seinem zehnten Lebensjahr in einem Vorort von Detroit auf. Dort entwickelte er eine Vorliebe für die ländliche Country-Musik. Mit 18 Jahren gründete er seine erste eigene Band, die Southern Drifters. Nachdem Scott die Gruppe drei Jahre lang geführt hatte, wurde er 1957 von ABC-Paramount unter Vertrag genommen. Es war die Zeit des Rockabilly, und so versuchte auch Scott sich an dieser neuen Musik, die eigentlich den ländlichen Südstaaten entstammt.
Seine erste Single Baby, She’s Gone / You Can Bet Your Bottom Dollar, erschien im April 1957 und wurde von der gleichen Hintergrundband begleitet, die später auch seinen ersten Hit mit einspielte. Zudem erhielt er Unterstützung von den Chantones, einem Hintergrundchor, der einen nicht unwesentlichen Anteil an Scotts Erfolg hatte. Seine erste Single wie auch seine zweite Platte Two Timin‘ Woman kamen aber nicht in die Charts, obwohl sie sich regional gut verkauften. Scott verließ ABC-Paramount daher im folgenden Jahr.
Scott hatte 1957 Joe Carlton kennengelernt, der Produzent für ABC war, aber nun sein eigenes Label Carlton Records gründete. Scott ging mit ihm, und bereits seine erste Platte wurde ein Hit. Die A-Seite, die Ballade My True Love, erreichte Platz drei der nationalen Charts, während die Rückseite, der Rockabilly-Titel Leroy, bis auf Platz elf kam. Die Single wurde auch in Großbritannien ein Erfolg, und in den nächsten Jahren hatte Scott immer wieder Hits bei Carlton. Erwähnenswert ist beispielsweise Goodbye Baby, das Platz acht erreichte. Kurz nach Veröffentlichung des Songs wurde Scott zur US Army eingezogen, in der er ein Jahr diente.
1959 wechselte Scott zu Top Rank Records, bei denen er 1960 mit What in the World’s Come Over You seinen nächsten Hit hatte (Platz 5), gefolgt von Burning Bridges auf Platz 3. Diese beiden Singles waren seine letzten großen Hits. 1961 unterzeichnete er bei Capitol Records, konnte aber nur mit kleinen Hits aufwarten. Die nächsten Jahre fuhr er fort, Country-Balladen oder Rock-orientierte Stücke aufzunehmen, die aber alle nur auf die hinteren Plätze der Hitparaden kamen.
1974 hatte er bei Dot Records mit You’re Just Gettin‘ Better seinen letzten Hit. Es war das einzige Mal, dass Scott sich in den Country-Charts platzieren konnte. Seine vorherigen Hits hatten sich alle in den nationalen Pop-Charts wiedergefunden, obwohl seine Balladen stark am Country orientiert waren. Während der 1980er- und 1990er-Jahre begann Scott, auf Rockabilly-Festivals aufzutreten, was er bis ins hohe Alter fortführte. Konzerte führten ihn auch nach Europa, unter anderem auf das Hemsby Rock’n’Roll Weekend.
2015 veröffentlichte Jack Scott ein Album mit 13 Titeln: 12 neuen und einem neu eingespielten Titel.
Scott lebte zuletzt in Detroit. Am 6. Dezember 2019 erlitt der Sänger einen Herzinfarkt an dessen Folgen er am 12. Dezember im Krankenhaus erlag.

## Diskografie

### Singles (US)
| Jahr | Titel                               | Titel B                            | Label #               |
| ---- | ----------------------------------- | ---------------------------------- | --------------------- |
| 1957 | Baby, She’s Gone                    | You Can Bet Your Bottom Dollar     | ABC-Paramount 45-9818 |
| 1957 | Two Timin‘ Woman                    | I Need Your Love                   | ABC-Paramount 45-9860 |
| 1958 | Leroy                               | My True Love                       | Carlton 462           |
| 1958 | Geraldine                           | With Your Love                     | Carlton 483           |
| 1958 | Save My Soul                        | Goodbye Baby                       | Carlton 493           |
| 1959 | I Never Felt Like This              | Bella                              | Carlton 504           |
| 1959 | The Way I Walk                      | Midgie                             | Carlton 514           |
| 1959 | There Comes a Time                  | Baby Marie                         | Carlton 519           |
| 1959 | Baby Baby                           | What In The World’s Come Over You  | Top Rank Int. RA-2028 |
| 1960 | Oh, Little One                      | Burning Bridges                    | Top Rank Int. RA-2041 |
| 1960 | What Am I Living For                | Indiana Waltz                      | Guaranteed 209        |
| 1960 | Cool Water                          | It Only Happen Yesterday           | Top Rank Int. RA-2055 |
| 1960 | Go Wild Little Sadie                | No One Will Ever Know              | Guaranteed 211        |
| 1960 | Old Time Religion                   | Patsy                              | Top Rank Int. RA-2075 |
| 1960 | Found a Woman                       | Is There Something On Your Mind?   | Top Rank Int. RA-2093 |
| 1961 | Now That I                          | A Little Feeling                   | Capitol 4554          |
| 1961 | Strange Desire                      | My Dream Come True                 | Capitol 4587          |
| 1961 | One of These Days                   | Steps One and Two                  | Capitol 4637          |
| 1962 | Grizzily Bear                       | Cry, Cry, Cry                      | Capitol 4689          |
| 1962 | You Only See What You Wanna See     | The Part Where I Cry               | Capitol 4738          |
| 1962 | Sad Story                           | I Can’t Your Letters               | Capitol 4796          |
| 1962 | If Only                             | Green Green Valley                 | Capitol 4855          |
| 1963 | Laugh and The World Laughs With You | Strangers                          | Capitol 4903          |
| 1963 | My O My O                           | All I See Is Blue                  | Capitol 4955          |
| 1963 | Burning Birdges                     | What In The World’s Come Over You  | Capitol 6077          |
| 1963 | There’s Trouble Brewin’             | Jingle Bells Slide                 | Groove 58-0027        |
| 1964 | I Knew You First                    | Blue Skies                         | Groove 58-0031        |
| 1964 | Wiggle On Out                       | What a Wonderful Night Out         | Groove 58-0037        |
| 1964 | Thou Shalt Not See                  | I Prayed For an Angel              | Groove 58-0042        |
| 1965 | Flakey John                         | Tall Tales                         | Groove 58-0049        |
| 1965 | I Don’t Believe In Tea Leaves       | Separation’s Now Granted           | RCA Victor 47-8505    |
| 1966 | I Hope, I Wish, I Think             | Looking for Linda                  | RCA Victor 47-8685    |
| 1966 | Don’t Hush The Laughter             | Let’s Learn To Live and Love Again | RCA Victor 47-8724    |
| 1966 | Before The Bird Flies               | Insane                             | ABC-Paramount 10843   |
| 1966 | My Special Angel                    | I Keep Changin’ My Mind            | Jubilee 5606          |
| 1970 | Billy Jack                          | Mary Marry Me                      | GRT 35                |
| 1974 | Face To The Wall                    | May You Never Be Alone             | Dot 17 475            |
| 1974 | You’re Just Getting Better          | As You Take A Walk Through My Mind | Dot 17 504            |
| 1976 | Spirit of ‘76 (mono)                | Spirit of ‘76 (stereo)             | Ponie 4104-30         |

### Alben (Auswahl)
- 1958: My True Love
- 1960: What Am I Living For?
- 1960: What In The World’s Come Over You?
- 1960: I Remember Hank Williams (UK)
- 1960: The Spirit Moves Me
- 1964: Burning Bridges
- 1974: Scott on Groove
- 1979: Here’s Jack Scott (CAN)
- 1979: Live at the Edge (CAN)
- 1980: Rock On
- 1986: Live in Paris (F)
- 1992: Classic Scott: The Way I Walk (Werkausgabe)
- 2015: Way to Survive